# Steve Williams (atleta)
Steve Williams (New York, 13 novembre 1953) è un ex velocista statunitense.

## Biografia
Fra il 1973 e il 1976 eguagliò per quattro volte il record mondiale sui 100 metri con il tempo di 9"9 (cronometraggio manuale). Gli furono anche accreditati il record mondiale eguagliato sulle 100 iarde (in 9"1) e quello sulle 220 iarde con 19"9. È stato inoltre detentore del record del mondo con la staffetta 4x100 statunitense.
Sebbene fosse all'epoca il miglior velocista statunitense, non poté partecipare ai Giochi Olimpici di Montréal 1976 poiché si infortunò durante i trials di qualificazione. In compenso trionfò nella prima edizione della Coppa del mondo, svoltasi nel 1977, aggiudicandosi i 100 metri e la staffetta.
In precedenza aveva vinto il titolo nazionale AAU sulle 100 e sulle 220 iarde nel 1973, confermandosi sui 100 metri nel 1974.
Nel 2013 è stato inserito nella National Track and Field Hall of Fame.

## Altre competizioni internazionali
1977
- Oro in Coppa del mondo ( Düsseldorf), 100 m piani - 10"13
- Oro in Coppa del mondo ( Düsseldorf), 4×100 m - 38"03

1981
- Bronzo in Coppa del mondo ( Roma), 4×100 m - 38"85